# Атлас (робот)
Вижте пояснителната страница за други значения на Атлас.
Атлас (на английски: Atlas) е двукрак хуманоиден робот разработван предимно от Американската компания Boston Dynamics, с финансиране и надзор от United States Defense Advanced Research Projects Agency (DARPA). Роботът е висок 1,8 метра и е разработен основно да изпълнява редица спасителни операции. Представен е официално на 11 юли 2013.

## Дизайн и разработка
Дизайнът и производството на Atlas е контролирано пряко от DARPA, агенция от Департамента на отбраната на САЩ, в сътрудничество с Boston Dynamics. Едната ръка на робота е разработена от Sandia National Laboratories, а другата е разработена от iRobot. През 2013 година, ръководителя на проекта от DARPA – Гил Прат (Gill Pratt) сравнява прототипа на Atlas с малко дете, казвайки „Дете на една година не може да ходи добре, то пада много пъти ... до този момент сме стигнали сега.“
Атлас е базиран на предишен проект на Boston Dynamics наречен PETMAN хуманоиден робот и има четири хидравлични крайника. Изработен от алуминий и титан, изправен има височина от около 1,8 метра, тежи 150 килограма и е осветен от сини LED светлини. Atlas притежава две системи за визуална ориентация – лазерен далекомер и стерео камера, контролирани от компютър в тялото му – ръцете му притежават прецизни двигателни функции. Atlas може да преминава през тежък терен и да се изкачва по наклон с помощта на своите крака и ръце, въпреки че прототипът от 2013 година е захранван от енергиен източник извън борда му.
През октомври 2013 година Boston Dynamics споделят видео показващо как Atlas може да запази равновесие на един крак докато е замерян с обекти.
През 2014 година роботи Atlas, програмирани от шест различни отбора, ще се състезават в DARPA Robotics Challenge, за да бъдат проверени способностите на робота да изпълнява различни задачи, включително да се качва и слиза от превозно средство и да го управлява, да отваря врати и да използва електроуреди. Множество други роботи също ще участват. Идеята за това състезание произлиза от Аварията на АЕЦ Фукушима I и предоставя награда от 2 милиона долара на отбор, който победи.
През 2015 година Atlas (или Бягащият човек) се нарежда на второ място на финалния кръг на състезанието на DARPA след корейския отбор Kaist и техния робот DRC-Hubo с разлика от шест минути, преминавайки през цялото състезание за време от 50:26.

### Новото поколение на робота Атлас
На 23 февруари 2016 г. Boston Dynamics публикуват в YouTube видео за новата версия на робота Атлас. Тази версия е предназначена да функционира както навън, така и във вътрешни условия. Управлява се подвижно и е лесно приспособим към преодоляване на разнообразни теренни условия, включително сняг. Захранва се електрически и хидравлично. Използва сензори, намиращи се в тялото и краката му, за да поддържа равновесие и LIDAR и стерео сензори в главата му, за да избягва препятствия и да преценява терена, да помага с навигацията и да манипулира с обекти, дори когато биват преместени. Тази версия на Атлас е висока около 175 см (с около една глава по-нисък от версията си от DARPA Robotics Challenge) и тежи около 82 кг.

## Приложения
Атлас е предназначен като помощно средство на спешните екипи при издирване и спасителни акции. Изпълнява задачи като запушване на клапи, отваряне на врати и управление на електрическо оборудване в среди, в които не би оцелял човек. През 2013 г. Департаментът на отбраната заявява, че няма намерения да използва робота за настъпателни или отбранителни военни действия.
В състезанието по роботика на DARPA през 2015 г. Атлас успява да изпълни всяка от осемте задачи както следва:
1. Да управлява превозно средство на място.
2. Да се придвижи разглобен сред отломки.
3. Да отстрани отломки, блокирали вход.
4. Да отвори врата и да влезе в сградата.
5. Да изкачи сгъваема стълба и да прекоси алуминиева платформа.
6. Да използва инструмент, с който да пробие през бетонов блок.
7. Да открие и запуши клапа в близост до протекла тръба.
8. Да прикачи маркуч към пожарен хидрант и да пусне клапата.

## Отзиви
Атлас бива направен публично достояние на 11 юли 2013 г. The New York Times пише, че дебютът му е „удивителен пример за това, че на компютрите им порастват крака и те започват да се движат из физическия свят“, описвайки робота като „огромна – макар и несигурна – стъпка към дълго предричаната ера на хуманоидните роботи.“ Гари Брадски, специалист по изкуствен интелект, обявява появата на „нов вид, Робо сапиенс“.